# 维尔苏姆
维尔苏姆是德国下萨克森州的一个市镇。总面积47.13平方公里，总人口1620人，其中男性816人，女性804人（2011年12月31日），人口密度34人/平方公里。